# Beta Corvi
Désignations
Beta Corvi (β Crv / β Corvi, Bêta Corvi), également nommée Kraz, est la secondé étoile la plus brillante de la constellation du Corbeau, d'une magnitude apparente de 2,64. Elle présente une parallaxe annuelle de 22,39 ± 0,18 mas mesurée par le satellite Hipparcos, ce qui permet d'en déduire qu'elle est distante de 146 ± 1 a.l. (∼ 44,8 pc) de la Terre. Elle se rapproche du Système solaire à une vitesse radiale de −7,3 km/s.
Il s'agit d'une géante lumineuse jaune de type spectral G5IIBa0,3, avec la notation « Ba0,3 » qui indique qu'il s'agit d'une étoile à baryum légère. Elle a un âge estimé de 280 million d'années seulement ; mais étant donné qu'elle est environ 3,3 fois plus massive que le Soleil, elle a déjà épuisé les réserves en hydrogène de son cœur. Elle s'est alors refroidie et étendue pour devenir une étoile géante, d'une température de surface de 5 236 K. Son rayon est environ 14,5 fois plus grand que le rayon solaire et elle est 155 fois plus lumineuse que le Soleil. Elle a probablement passé la plus grande partie de son existence comme une étoile bleu-blanc de la séquence principale de type spectral B7V.
Beta Corvi est traditionnellement appelée Kraz. Ce nom a été retenu par l'Union astronomique internationale en 2018.